# Pier Paolo Tamburelli
Pier Paolo Tamburelli (* 1976 in Tortona) ist ein italienischer Architekt, Architekturkritiker und Universitätsprofessor.

House of Memory, Mailand

## Werdegang
Pier Paolo Tamburelli studierte an der Universität Genua und am Berlage Institute Rotterdam. Er gründete 2003 mit Paolo Carpi, Silvia Lupi, Vittorio Pizzigoni, Giacomo Summa und Andrea Zanderigo das Architekturbüro Baukuh in Genua und Mailand. Tamburelli lehrte am Berlage Institute Rotterdam, an der TU München, der FAUP Porto, der Porto Academy (2013), der Harvard University Graduate School Of Design, an der University of Illinois at Chicago und am Polytechnikum Mailand und seit 2021 an der TU Wien. Er arbeitete zwischen 2004 und 2007 bei der italienischen Architekturzeitschrift Domus.
Er war Mitgründer und Redakteur der Architekturzeitschrift San Rocco.
2018 war er u. a. neben Frank Barkow und Sofía von Ellrichshausen Jurymitglied der 16. Internationalen Architekturbiennale Venedig.

## Bauwerke
Als Partner von Baukuh:

House of Memory, Mailand

- 2003: 1. Preis für Cassius bei Europan 7[2][3]
- 2005–2011: Mehrfamilienhaus, Xhezmi Delli-Tirana
- 2013–2015: House of Memory, Mailand[4][5][6][7]
- 2019: Eingangspavillon der Poretti-Brauerei, Induno Olona

## Auszeichnungen und Preise
- 2007: Lobende Erwähnung der Rotterdam Biennale
- 2013: Nominierung – Mies van der Rohe Preis für Mehrfamilienhaus, Xhezmi Delli-Tirana[8]
- 2015: Nominierung – Piranesi Award
- 2015/16: Finalist – Goldmedaille der italienischen Architektur, La Triennale di Milano
- 2016: Nominierung – Harvard GSD Wheelwright Prize
- 2017: Nominierung – Mies van der Rohe Preis für House of Memory, Mailand[9]
- 2017: Besondere Erwähnung – Fritz Höger Preis für House of Memory, Mailand[10]
- 2018: Nominierung – Swiss Architectural Award[11]

## Ausstellungen
- 2007, 2011: Rotterdam Biennale
- 2008, 2012: Architekturbiennale Venedig
- 2012: Istanbul Biennale
- 2015, 2017: Chicago Architecture Biennial
- 2016, 2019: Lisbon Triennale

## Bücher
- Baukuh. Casa della memoria. A+M Bookstore, Mailand 2017. ISBN 978-88-87071-66-5
- On Bramante. MIT Press, Cambridge, Mass. 2022. ISBN 978-0-262-54342-2
- Two Essays on Architecture. Kommode Verlag, Genua 2012 und Zürich 2014. ISBN 978-3-9524114-4-5
- Grundkurs: What is Architecture About? MACK books 2023. ISBN 978-1-913620-95-0